# 罗塔·奥诺里奥
罗塔·奥诺里奥（英語：Rota Onorio，1919年10月26日—2004年9月14日），男，基里巴斯政治人物，曾任基里巴斯代理总统。

## 家庭
女儿塞伊马·奥诺里奥。